# Fabián Ruiz
Fabián Ruiz Peña (Los Palacios y Villafranca, 3. travnja 1996.) španjolski je nogometaš koji igra na poziciji veznog igrača. Trenutačno igra za Paris Saint-Germain.

## Klupska karijera
Fabián se pridružio omladinskoj školi Real Betisa 2004. Prije toga, igrao je nogomet u svom rodnom gradu za La Unión de Los Palacios. Godine 2014. debitirao je za Real Betis B u Segunda Divisiónu B. Dana 13. prosinca 2014. Fabián je debitirao za drugu momčad kluba. U utakmici protiv kluba CD Lugo, ušao je nakon 50 minuta kao zamjena za Xavija Torresa. Godine 2015. Fabián je postao prvak Segunda Divisióna A s drugom momčadi Real Betisa. Njegov debi u La Ligi uslijedio je 23. rujna 2015. protiv Villarreala.
Dana 5. srpnja 2018. Fabián se pridružio Napoliju u ugovoru do 2023. s time da je Napoli platio Fabiánovu otkupnu klauzulu od 30 milijuna eura. Debitirao je 16. rujna u grupnoj utakmici Lige prvaka na gostovanju kod Crvene zvezde u Beogradu, odigravši punih 90 minuta bez golova. Deset dana kasnije odigrao je svoju prvu utakmicu u Serie A i to prvu na stadionu San Paolo, u 3:0 pobjedi nad Parmom.
Dana 30. kolovoza 2022., Fabián je potpisao petogodišnji ugovor s Paris Saint-Germainom. Debitirao je kao zamjena u pobjedi od 1:0 nad Brestom na Parku prinčeva 10. rujna 2022. Dana 1. veljače 2023. zabio je svoj prvi gol PSG-a u protiv Montpelliera koji je poražen 3:1. Na kraju sezone, Fabián je osvojio Ligue 1 s PSG-om. To je bio njegov prvi prvoligaški naslov.

## Reprezentativna karijera
Ruiz je debitirao za španjolsku nogometnu reprezentaciju 7. lipnja 2019. u kvalifikacijama za Europsko prvenstvo 2020. protiv Farskih Otoka koje je Španjolska dobila 4:1. Ušao je umjesto Isca u 74. minuti. Tri dana kasnije, Ruiz je odigrao svoju prvu punu reprezentativnu utakmicu, kvalifikacijsku utakmicu za Europsko prvenstvo kod kuće protiv Švedske koja je izgubila 3:0. Kasnije tog mjeseca, Ruiz je osvojio Europsko prvenstvo do 21 godine sa Španjolskom, a nakon finala proglašen je najboljim igračem turnira. Ruiz je svoj prvi gol za reprezentaciju postigao 18. studenog 2019. godine u kvalifikacijskoj utakmici za Europsko prvenstvo protiv Rumunjske koja je završila 5:0. Dana 7. lipnja 2024. Ruiz je pozvan u španjolsku momčad za Europsko prvenstvo 2024. u Njemačkoj.